# Toema
Toema (Hebreeuws: טומאה) betekent onrein en is het omgekeerde van tahara (Hebreeuws: טהרה), dat rein betekent. De term wordt beschreven in de Halacha of Joodse wet en duidt aan wat ritueel respectievelijk "onrein" en "rein" is. Het Hebreeuwse zelfstandig naamwoord toema, dat onreinheid betekent, beschrijft een staat van rituele onreinheid. Een persoon of object die of dat toema is, wordt tamee genoemd (Hebreeuws bijvoeglijk naamwoord, "ritueel onrein") en is daardoor ongeschikt voor bepaalde heilige activiteiten en bezigheden (kedoesja in het Hebreeuws).
De meest gebruikelijke methode om tahara te bereiken is door de persoon of het object onder te dompelen in een mikwe of mikwa (ritueel bad). Dit concept hangt samen met rituele wassing in het jodendom.